# 鹿島町米田
鹿島町米田（かしままち こもだ）は、福島県いわき市の大字である。郵便番号は971-8133。

## 地理
いわき市南東部の小名浜地区に属する。北で鹿島町下矢田、東で鹿島町走熊、南で鹿島町久保、鹿島町飯田、西で小名浜金成、常磐三沢町とそれぞれ隣接する。概ね町村制施行以前の磐前郡米田村の流れを汲む地域である。矢田川右岸および支流の三沢川下流域を範囲とする。南東部の平地にはいわきエブリアが立地し市内有数の商業地であるほか、周囲の高台は鹿島台団地として宅地造成されている。西側の谷あいの平地は水田が広がり、山裾に人家が建ち並ぶ。小名浜岡小名内に所在するいわき東警察署及び小名浜に所在する小名浜消防署がそれぞれ管轄にあたる。

### 主な字
字
- 馬場
- 家ノ前

- 簣田
- 四郎作

- 塙
- 殿作

- 南内
- 沼田

### 河川
- 矢田川（二級水系藤原川水系）
  - 三沢川

## 歴史
- 1879年1月27日 - 平藩領米田村が福島県内における郡区町村制の施行により磐前郡の村となる[4]。
- 1889年4月1日 - 町村制の施行により米田村が久保村、下蔵持村、上蔵持村、船戸村、御代村、飯田村、走熊村、下矢田村、上矢田村、松久須根村、三沢村と合併し、磐前郡鹿島村が発足する。旧米田村域は鹿島村の大字となる[4]。
- 1896年4月1日 - 磐前郡と周辺郡との合併により石城郡が発足し、石城郡鹿島村となる[4]。
- 1953年10月10日 - 石城郡小名浜町に編入され、小名浜町の大字となる[4]。
- 1954年3月31日 - 小名浜町が泉町、渡辺村、江名町と合併、磐城市が発足し、磐城市の大字となる[4]。
- 1966年10月1日 - 磐城市が平市・常磐市・内郷市・勿来市、石城郡小川町・遠野町・四倉町・川前村・田人村・好間村・三和村、双葉郡久之浜町・大久村と合併しいわき市となり、いわき市小名浜地区の大字となる[4]。

## 世帯数と人口
2023年10月31日現在の世帯数と人口は以下の通りである。
| 大字       | 世帯数  | 人口  |
| ---------- | ------- | ----- |
| 鹿島町米田 | 263世帯 | 643人 |

## 小・中学校の学区
市立小・中学校に通う場合、学区は以下の通りとなる。
| 番地           | 小学校               | 中学校                     |
| -------------- | -------------------- | -------------------------- |
| 上記を除く全域 | いわき市立鹿島小学校 | いわき市立小名浜第一中学校 |

## 交通

### 道路
- 国道6号常磐バイパス
- 福島県道48号江名常磐線
  - 米田橋

## 施設
- いわきエブリア
  - ヨークベニマル エブリア店
  - スーパースポーツゼビオ いわき店
- ジーユー いわき鹿島SC店
- ツルハドラッグ いわき鹿島SC店